# Calosso
Calosso (piemontiul: Calòss) település Olaszországban, Piemont régióban, Asti megyében. Lakosainak száma 1120 fő (2023. január 1.). Calosso Agliano, Canelli, Castiglione Tinella, Costigliole d’Asti, Moasca és Santo Stefano Belbo községekkel határos.

## Népesség
A település népességének változása:
| Lakosok száma | 1265 | 1254 | 1120 |
|               | 2017 | 2018 | 2023 |